# Терещенко, Кузьма Юрьевич
Кузьма́ Ю́рьевич Терещенко (белор. Кузьма Юр’евіч Цярэшчанка; октябрь 1888, деревня Замостище (Панская Нива), Рославльский уезд, Смоленская губерния — 12 марта 1922, Минск) — белорусский общественно-политический деятель.

## Биография
Закончил Псковское землемерное училище (1906) и Московский сельскохозяйственный институт (1912). С 1906 года сторонник партии социалистов-революционеров. Во время учёбы в Москве — активный участник белорусского студенческого кружка.
С начала Первой мировой войны служил в армии. В 1917 году стал председателем Псковской Белорусской Рады, а также делегатом Съезда воинов-белорусов Северного фронта в Витебске и Всебелорусского съезда в Минске. С 1918 года член Вильнюсского Белорусского совета и один из организаторов Гродненского Белорусского национального комитета. Принимал участие в организации партии Белорусских эсеров в Гродненской области, поддерживал связи с большевиками.
В январе-феврале 1919 года — комиссар Министерства по делам Беларуси в Литовской Тарибе в Белостоке и Гродно. В феврале 1919 года назначен А. Луцкевичем на должность министра внутренних дел БНР. Член клуба «Белорусский дом» в Гродно, один из инициаторов созыва летом 1919 года Белорусского съезда Виленской и Гродненской областей.

Терещенко проводил переговоры с премьер-министром правительства Латвии о создании в Латвии белорусских воинских частей и обращался к Карлису Улманису с просьбой о помощи в борьбе с большевиками. Он получил согласие правительства Латвии на открытие Белорусского консульства.
С декабря 1919 — член Президиума Верховного Совета БНР. Приветствуя в Минске главу Польши Юзефа Пилсудского, Терещенко поблагодарил его за освобождение Гродно, Вильнюса и Минска и напомнил, что в неволе остаются города, принадлежащие Белорусской Народной Республике — Витебск, Могилёв, Смоленск.
В ноябре 1920 года Терещенко подписал план-резюме встречи белорусских социалистов с представителями от землевладельцев для обсуждения плана действий против большевиков («Слуцкой акции»). Основным положением встречи было освобождение Белоруссии и достижение её независимости как государства. Намерения подписантов не оправдались, провалилась и запланированная кампания Белорусской военной комиссии (БВК) по набору в ряды белорусских вооруженных сил в Гродненской области.
Во время наступления большевиков на Польшу в июле 1920 года вместе с Брониславом Тарашкевичем и Вацлавом Ивановским эвакуировался в Варшаву. С 1921 года жил в Вильнюсе, участвовал в организации Союза земледельцев Виленской области.
В начале 1922 г. переехал в Советскую Белоруссию, работал в Центрально-Белорусском сельскохозяйственном союзе. Умер при загадочных обстоятельствах, по официальной информации — от разрыва сердца.